# Mado
Mado je francouzsko-italský hraný film z roku 1976, který režíroval Claude Sautet. Snímek měl světovou premiéru 27. října 1976.

## Děj
Simon Léotard je bohatý developer. Žije se svým otcem a nechce si vzít Hélène, kterou čas od času vídá. Navštěvuje pravidelně prostitutku Mado. Simon po sebevraždě svého partnera Juliena odhalí jeho zpronevěru. Zatížil společnost vysokými dluhy u nepoctivého obchodníka Lépidona. Ten Simonovi navrhne nevýhodné vyrovnání, které Simon odmítne. Mado pomůže Simonovi získat kompromitující dokumenty od bývalého Lépidonova společníka. Díky těmto dokumentům Simon donutí bývalého zkorumpovaného úředníka Baracheta, aby mu prodal stavební pozemek za nízkou cenu (jako zemědělský pozemek), což Simonovi umožní dostát závazkům svého zesnulého přítele.

## Obsazení
| Michel Piccoli     | Simon Léotard   |
| Ottavia Piccolo    | Mado            |
| Jacques Dutronc    | Pierre          |
| Charles Denner     | Reynald Manecca |
| Romy Schneider     | Hélène          |
| Julien Guiomar     | Lépidon         |
| Claude Dauphin     | Vaudable        |
| Michel Aumont      | Aimé Barachet   |
| Jean Bouise        | André           |
| André Falcon       | Mathelin        |
| Bernard Fresson    | Julien          |
| Benoît Allemane    | Antoine         |
| Jacques Richard    | Girbal          |
| Jean-Denis Robert  | Alex            |
| Nathalie Baye      | Catherine       |
| Jean-Paul Moulinot | Simonův otec    |
| Daniel Russo       | Roger           |
| Dominique Zardi    | Crovetto        |
| Denise Filiatrault | Lucienne        |
| Marie Mansart      | Jacqueline      |
| Michel Bardinet    | Félix           |
| Sabine Glaser      | sestra ženicha  |
| Nicolas Vogel      | Maxime          |
| Marc Chapiteau     | Francis         |

## Ocenění
- César: nejlepší zvuk (Jean-Pierre Ruh), nominace v kategoriích nejlepší herec ve vedlejší roli (Jacques Dutronc) a nejlepší výprava (Pierre Guffroy)